# Michałów (gmina Iłża)
Michałów – wieś w Polsce położona w województwie mazowieckim, w powiecie radomskim, w gminie Iłża. 
Administracyjnie wieś jest podzielona między dwa sołectwa. Numery od 1 do 14 i 27 wchodzą do sołectwa Pakosław, a numery 15 do 26 do sołectwa Seredzice.
Nazwę wsi odnotowano w 1885 roku; pochodzi od imienia Michał z przyrostkiem -ów.
W latach 1975–1998 miejscowość należała administracyjnie do województwa radomskiego.
Wierni Kościoła rzymskokatolickiego należą do parafii św. Maksymiliana w Pakosławiu lub do parafii Miłosierdzia Bożego w Seredzicach.